# Verdienter Arzt des Volkes

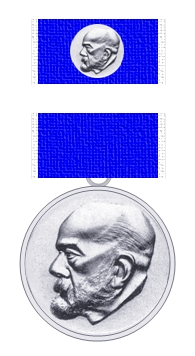

Der Ehrentitel Verdienter Arzt des Volkes war die höchste staatliche bzw. nationale Auszeichnung  der Deutschen Demokratischen Republik (DDR) für Mediziner, welche in Form einer Urkunde und einer tragbaren Medaille verliehen wurde. 

## Geschichte
Der Ehrentitel Verdienter Arzt des Volkes wurde in einer Stufe am 31. März 1949 gestiftet. Der Hintergrund der Schaffung dieses Ehrentitels lag in der ansteigenden Tendenz der Ärzte zur Übersiedlung in die Westzonen. Um diese Berufsgruppe längerfristig in der DDR zu halten, war von der Deutschen Wirtschaftskommission neben verschiedenen Privilegien dieser Ehrentitel angeregt worden.

## Verleihungsbedingungen
Die Verleihung erfolgte für bedeutende sowie hervorragende Leistungen in der wissenschaftlichen medizinischen Forschung, in der praktischen ärztlichen Tätigkeit, bei der Organisation des Gesundheitsschutzes, in der Lehrtätigkeit an Hochschulen sowie medizinischen Fachschulen und ferner bei der Fortbildung des medizinischen Kaders der DDR. Die Verleihung konnte auch an Personen erfolgen, die sich um die hygienische Aufklärung der Bevölkerung herausragende Verdienste erworben hatten. Des Weiteren konnte der Ehrentitel verliehen werden für vorbildliche Einsatzbereitschaft im Dienste für das Leben und die Gesundheit der Bürger der DDR und die Vertiefung der vertrauensvollen Beziehungen zu den Patienten. Neben Ärzten konnten auch Zahnärzte mit dem Titel geehrt werden. Eine Verleihung war weiterhin auch an Personen möglich, die durch Förderung der internationalen Zusammenarbeit, insbesondere mit der Sowjetunion, auf dem Gebiet des Gesundheits- und Sozialwesens verdienstvolle Tätigkeit vorweisen konnten.
Der Ehrentitel konnte einer Person nur einmal verliehen werden. Die Höchstverleihungszahl war überdies auf 30 Ehrentitel jährlich begrenzt. Zum Ehrentitel gehörten eine Medaille, eine Ehrenurkunde sowie eine Geldprämie bis zu 8000 Mark. Die Verleihungen fanden jährlich in der Regel am 11. Dezember, dem Geburtstag Robert Kochs und Tag des Gesundheitswesens der DDR, statt. Die Verleihungen erfolgten in einem Festakt durch den Minister für Gesundheitswesen.

## Medaille zum Ehrentitel

### Aussehen
Die zunächst bronzene Medaille mit geriffelten Rand und einem Durchmesser von 30,5 mm zeigt auf ihrem Avers das rechtsblickende Kopfporträt Robert Kochs mit aufgesetzter Brille. Der Revers zeigt dagegen unter drei Lorbeerblättern die zweizeilige Inschrift VERDIENTER ARZT / DES VOLKES. Darunter befindet sich die Jahreszahl der Verleihung. Getragen wurde die Medaille zunächst an einer schwarz-rot-goldenen Schleife, ab 1955 dann an einer 28,5 × 15,5 mm großen rechteckigen stoffbezogenen Ordenspange, die von links nach rechts schwarz-rot-gold zu gleichen Teilen besteht. In den Stoff ist zusätzlich ein waagerechter 3,5 mm breiter silberner Mittelbalken eingewebt.
Ab 1958 bestand die Medaille aus Silber. Sie zeigt auf dem Avers das Kopfporträt Kochs ohne Brille. Ab 1973 war sie dann nur noch versilbert. Der Revers zeigt mittig drei aufrechtstehende zusammengebundene Lorbeerblätter, die von der Umschrift VERDIENTER ARZT (oben) DES VOLKES (unten) umschlossen sind. 1978 wurden die Lorbeerblätter durch das mittig dargestellte Staatswappen der DDR ersetzt. Die Umschrift blieb dagegen gleich.
Von 1958 bis 1978 wurde die Medaille an einer 25 × 14 mm großen schwarz-rot-golden stoffbezogenen Spange verliehen. Die Interimsspange zeigt zusätzlich eine 10 mm durchmessende Miniatur des Avers der Medaille. Nach 1978 wurde die Spange der Medaille erneut geändert. Die in der Folge verliehenen sind blau stoffbezogen mit einem weißen Saum. Die Interimsspange zeigt weiterhin die Miniatur des Avers der Medaille.
Aus den Änderungen der Medaillen ergibt sich, dass die 1978er Medaillen speziell beziehungsweise einzigartig gestaltet sind. Einerseits sind es die ersten, welche auf dem Revers statt des Lorbeers das DDR-Staatswappen zeigen, andererseits die letzten, bei denen die Spange schwarz-rot-golden stoffbezogen sind.

### Tragweise
Die Medaille zum Ehrentitel wurde bis 1977 an der rechten, ab 1978 an der linken oberen Brustseite  getragen.

## Preisträger (unvollständig)
1949: Jussuf Ibrahim, Theodor Brugsch, Heinrich Klose, Willibald Pschyrembel, Helga Mucke-Wittbrodt
1950: Rudolf Elle, Fritz Gietzelt, Gyula Grosz, Helmut Kraatz, Johannes Kupke, Maxim Zetkin, Ekkehard Schütze, Karl Velhagen
1951: Rudolf Baumann, Gerhardt Katsch, Egbert Schwarz, Karl Linser, Johannes Kathe, Wolfgang Rosenthal
1952: Hermann Henneberg, Heinz Funke, Robert Ganse
1953: Leopold Frosch
1954: Alfred Beyer, Hans Rudolf Gestewitz, Walter Friedeberger, Max Otten
1955: Hans Gummel
1956: Hugo Gasteiger, August Sundermann, Herbert Uebermuth
1957:
1958: Josef Münch, Gerhard Mohnike
1959: Kurt August Koelsch, Theodor Matthes, Anton Johannes Waldeyer, Hans Bernhard Sprung
1960: Josef-Peter Emmrich, Siegfried Israel, Wilhelm Meisezahl
1961: Peter Friedrich Matzen, Karl-Heinz Mehlan
1962: Friedrich Jung
1963: Georg Ernst
1964: Erwin Marcusson, Rudolf Neubert, Georg Wildführ, Rudolf Zuckermann
1965: Jenny Cohen, Harald Dutz
1966: Werner Scheler
1968: Georg Wolfgang Höfs, Günter Bast
1969: Moritz Mebel, Helmut Patzer, Ingeborg Rapoport
1970: Hildegard Marcusson, Wilfried Möbius
1971: Kurt Dietzel, Karl Seidel
1972: Waltraud Braun
1973: Konstantin Spies, Dieter Kabisch
1974: Hubertus Brieger
1975: Christoph Brückner, Klaus Niedner, Rudolf Sachsenweger
1978: Walter Künzel, Kurt Tittel, Helga Mateoschat
1981: Joachim Weiskopf
1983: Burkhard Schneeweiß
nach 1978: Horst Bibergeil
(Quelle:)